# Eleanor Raymond
Eleanor Agnes Raymond (Cambridge, Massachusetts, Estados Unidos de América, 24 de marzo de 1887 – 4 de julio de 1989) fue una arquitecta que diseñó y construyó la primera casa provista de energía solar y habitada en los Estados Unidos.

## Primeros años
Nació en Cambridge, Massachusetts en 1887 y se graduó en el Wellesley College en 1909. Fue una de las cinco mujeres estudiantes de diseño arquitectónico de Henry Frost y Bremer Pond en 1915. Posteriormente viajó a Europa y trabajó en el estudio del Fletcher Steele. Se graduó en la Escuela de Arquitectura y Arquitectura del Paisaje de Cambridge para la Mujer en 1919, donde desarrolló su interés por la relación entre la arquitectura y el paisaje. Abrió su propia oficina en 1928, después de trabajar durante varios años con el conocido arquitecto Henry Atherton Frost. En 1930 viaja a Alemania y visita la Bauhaus. En 1936 recibe el título de arquitecta en el Smith College for Studies de la Cambridge School.

## Trayectoria
Desde joven se sintió atraída por las construcciones vernáculas simples -expresiones de la vida rural norteamericana- evitando las grandes fachadas y los estilos exclusivamente modernos que eran populares entre sus contemporáneos. En 1931, luego de cinco años de trabajo, publicó el libro Arquitectura doméstica temprana de Pennsylvania, en el que explora lo que ella llama la “honestidad espontánea de la forma ajustada a la función”. El libro fue uno de los primeros inventarios sistemáticos de la arquitectura vernácula de Estados Unidos y definió su carrera.
Se hizo también conocida por sus proyectos -principalmente residenciales- que contaron con elementos extraídos de esta arquitectura, así como también por sus trabajos de restauración y remodelación, en los cuales se acercó al actual concepto de reciclaje. Siempre trabajó dentro de los “tres campos” de una casa: el exterior, el interior y su paisaje, sosteniendo que el arquitecto debe saber siempre cómo el cliente utilizará la casa. Gran parte de su trabajo fue encargado por mujeres de su grupo social en Boston y Cambridge.
Se interesó en la investigación en materiales y sistemas constructivos, diseñando una casa de contrachapado (1940), otra de aglomerado (1944) y la casa solar de la que hablamos más abajo.
La “Dover Sun House”
En 1948 se llevó a cabo una de sus obras más ambiciosas, la Dover Sun House, una casa innovadora, dotada con colectores solares térmicos, realizada junto a la doctora Mária Telkes del Laboratorio Solar del MIT y la financiación de la escultora Amelia Peabody. La casa contaba con una hilera de ventanales orientados al sur. Detrás de estos, paneles de vidrio y metal calentaban el aire utilizando el calor del sol. Este aire calentado luego era conducido a través de conductos hasta contenedores de almacenamiento aislados conteniendo sal de Glauber (sulfato de sodio decahidratado) construidos en las paredes. Esta sal almacena el calor siete veces más eficientemente que el agua. Absorbe el calor en los días soleados fundiéndose y se recristaliza en los días más fríos liberando el calor. Unos ventiladores complementaban el sistema soplando el aire así acondicionado.
Raymond acumuló más de 50 años de experiencia profesional en la práctica de la arquitectura y en 1961 fue nombrada miembro del Instituto Americano de Arquitectos. Murió en Boston, Massachusetts en 1989 a la edad de 102 años. Muchas de las fuentes literarias y en la red dan sus fechas de la vida en 1888 y 1989, pero sin embargo el Social Security Death Index muestra que ella nació en 1887 y murió en 1989 a los 102 años.

## Principales obras
Entre sus obras más relevantes se encuentran:
- 112 Charles St. (ca. 1923)
- Renovación casa Barnes  (1929)
- Casa Rachel Raymond (1931)
- Peabody Farm Buildings (1934)
- Casa Sugarman (1935)
- Casa Elliott (1935-1936)
- Casa Frost(1935)
- Casa Miller (1936)
- Casa Pillsbury (1937)
- Casa Farnsworth (1939)
- Casa Peabody en contrachapado (1940-1941)
- Casa Parker Plywood (1941, 1945-1946)
- Hammond Compound (1941-1942)
- Casa solar Peabody (1948)
- Casa Pope (1949-1950)
- Casa Meyer (1958)
- Ampliación Nichols Factory (1959-1960)
- Casa Damon (1961)
- Baxter-Ward Antique Shop (1970)
- Peabody Westville Sporthaus (1972)
- Casa Smith (1973)

## Publicaciones
- Eleanor Raymond. Early Domestic Architecture of Pennsylvania. 1931